# Ároktő
Ároktő (hongrois : Ároktő [ˈaːroktøː]) est une localité hongroise située dans le comitat de Borsod-Abaúj-Zemplén.

## Site et localisation

### Topographie et hydrographie
Ároktő est située sur la rive droite de la Tisza, à environ 45 kilomètres au sud de Miskolc. Bien que la majeure partie de la localité se trouve sur cette rive, une portion d'environ 7 km², en grande partie classée en zone protégée, s'étend également sur la rive gauche du fleuve.
Les localités les plus proches sont Tiszacsege, à 8 kilomètres, et Tiszadorogma, à 9 kilomètres. La ville la plus proche est Mezőcsát, située à 10 kilomètres. La commune est bordée par plusieurs villages : Tiszakeszi au nord-est, Újszentmargita à l'est, Tiszacsege au sud-est, Tiszadorogma au sud-ouest, Mezőnagymihály à l'ouest et Mezőcsát au nord-ouest.

## Histoire
Le territoire d'Ároktő était déjà habité à la préhistoire. Il est probable que la région ait été traversée par le rempart sarmate de Csörsz, un système de fortifications construit par les Sarmates pour se défendre contre les invasions.
La première mention écrite du village date de 1067, sous le nom d'Aruk. Durant le Moyen Âge, la localité faisait alternativement partie des domaines du château de Cserépvár et de la seigneurie de Tokaj.
Sous la domination ottomane, Ároktő subit de graves ravages, notamment une invasion de sauterelles qui détruisit les récoltes. Les siècles suivants furent marqués par de nouvelles épreuves. Pendant la guerre d'indépendance kuruc, les Serbes saccagèrent le village, tandis qu'en 1848-1849, ce furent les forces russes qui le pillèrent. En 1869, un incendie ravagea la majeure partie de la localité, qui fut à nouveau détruite par un nouveau sinistre en 1896.

## Population

### Minorités culturelles et religieuses
En 2001, la population d'Ároktő était composée de 89 % de Hongrois et 11 % de Roms.
Lors du recensement de 2011, 86,9 % des habitants se déclaraient Hongrois, tandis que 26,4 % s'identifiaient comme Roms (du fait des identités multiples, le total peut dépasser 100 %). La commune comptait également 0,4 % d'Allemands et 0,2 % de Slovaques, tandis que 12,3 % des habitants n'ont pas déclaré leur origine ethnique. Concernant l'appartenance religieuse, 50,3 % se déclaraient catholiques romains, 20,7 % réformés, 1,4 % grecs-catholiques, 5,1 % sans confession, tandis que 21,9 % n'ont pas répondu à cette question.
En 2022, la répartition ethnique restait similaire, avec 86,9 % de Hongrois, 18,6 % de Roms, 0,2 % de Roumains, 0,1 % d'Allemands, 0,1 % d'Arméniens, et 0,2 % d'autres nationalités étrangères. Un taux de 13 % des habitants n'a pas déclaré son appartenance ethnique.
Concernant la répartition religieuse en 2022, 36,1 % se déclaraient catholiques romains, 15,9 % réformés, 0,5 % grecs-catholiques, 0,7 % autres chrétiens, 0,1 % évangéliques, 5,3 % sans confession, tandis que 40,9 % des habitants n'ont pas répondu à cette question.

## Équipements

### Réseaux extra-urbains
L'accès à Ároktő se fait exclusivement par la route, à l'exception des itinéraires fluviaux pour les excursions sur la Tisza. La localité est accessible depuis Mezőkövesd et Borsodivánka par la route 3302, ainsi que depuis Mezőcsát et Tiszacsege par la route 3307. Toutefois, dans le cas de Tiszacsege, il est nécessaire de traverser la Tisza par un bac.
En transports en commun, Ároktő est desservie par des autocars Volánbusz, notamment la ligne 4010, reliant la commune à Mezőkövesd et Mezőcsát.

## Économie
Aujourd'hui, l'agriculture demeure la principale activité économique du village, perpétuant une tradition séculaire de culture et d'élevage dans la région.